# Вилайят Инайят Хан
Вилайят Инайят Хан (19 июня 1916, Лондон — 17 июня 2004, Сюрен, Франция) — духовный учитель, наставник, философ. Возглавлял Интернациональный Суфийский Орден, основанный его отцом, Хазрат Инайят Ханом. 
Пир Вилайят Инайят Хан был вторым из четырёх детей Хазрат Инайят Хана и Оры-Рай Бейкер (1892—1927). С 1957 года он был главой Интернационального Суфийского Ордена. 10 июля 2004 он был посмертно награждён за вклад в межконфессиональное взаимопонимание премией имени Джульетты Холлистер, которой также номинированы Далай-лама и Нельсон Мандела.

## Семья и юность
Отец Вилайят Инайят Хана, Хазрат Инайят Хан был посвящён сразу в четыре суфийских ордена: Чишти, Накшбанди, Кадири и Сухраварди. В 1910 г. он покинул Индию и приехал в Соединенные Штаты Америки. В 1917 г. он основал в Лондоне Международный суфийский орден, который был мостом между Востоком и Западом. В Индии его отец был известен как музыкант и уже в 20 лет стал профессором Музыкальной Академии Барода. Он опубликовал несколько книг по музыкальной теории, и поэтому музыка играла важную роль в традиции семьи и в качестве религиозного ритуала и открывала доступ к духовному опыту и знаниям. Хазрат Инайят Хан был одним из первых суфийских духовных учителей, которые передавали духовные и эзотерические знания Западу. Он женился в 1912 году в Лондоне. Кроме Пир Вилайята в их семье было еще трое детей: его младший брат Хидайят, сестра Нур-ун-Ниса и Хайр-ун-Ниса (1919). До смерти его отца семья жила в Лондоне, иногда ещё в Париже, Москве и Женеве. Вилайят Инайят Хан родился в Сюрен, близ Парижа. В Сюрене Пир Вилайят Инайят Хан в возрасте 10 лет незадолго до смерти отца получил от него предназначение стать его преемником. Хазрат Инайят Хан умер в 1927 году во время поездки в Индию.

## Образование и военное время
Вилайят Инайят Хан получил образование в Оксфорде и окончил Университет Сорбонна в Париже по специальности психология и философия. Он также учился музыке у Нади Буланже в музыкальной школе «Ecole Normale Гарнье де Пари» и играл на виолончели.
В 1940 году он снова уехал из Парижа вместе со своей семьёй и вернулся в Англию. Во время второй мировой войны он был завербован вместе со своей сестрой Нур секретной разведывательной службой. И служил на минном тральщике. Нур прошла подготовку в качестве радистки. Нур была известна под кодовым именем Мадлен и была членом движения «Сопротивление». В 1944 году она погибла в концентрационном лагере Дахау. После войны Вилайят Инайят Хан продолжил своё духовное образование с различными учителями в Индии и на Ближнем Востоке. Он связал вместе воедино восточные и западные традиции и в 1957 году принял руководство над Международным суфийским орденом.

## Вилайят Инайят Хан — духовный учитель
После смерти Хазрата Инайят Хана основанный им Международный суфийский орден был под руководством старших членов семьи. Вилайят стал его возглавлять в 1957 г. Вилайят Инайят Хан в своём пути объединил опыт мистиков всех религий и традиций с открытиями современной науки. Его любовь к музыке (например, Иоганна Себастьяна Баха) тоже играла значительную роль в его учении. Он проводил регулярные семинары, лагеря и выступал по всему миру. В 1975 году он основал в штате Нью-Йорк, духовную Обитель «Abode of the Message» и институт «Omega Institute». Он организовывал межконфессиональные мероприятия и участвовал в многочисленных конференциях по вопросам духовности, науки и психологии. В 1974 году он опубликовал с Toward the One «Введение в духовные традиции и их практики». За этим последовали исследования о жизни и учении своего отца и книги по различным аспектам медитации и самореализации. Его последняя публикация была в 2003 «In Search of the Hidden Treasure» (В поисках скрытых сокровищ, которыми обладает суфийское учение, представлено в виде съезда суфиев из нескольких столетий). Пир Вилайят Инайят Хан передал многим путь любви, гармонии и красоты.
За свой духовный путь, мировую деятельность, он был награждён посмертно премией Джульетты Холлистер, которая присуждается за вклад в межконфессиональное взаимопонимание, которой награждены также, например, Нельсон Мандела и Далай-лама.
В начале 1950-х Вилаят Инайят Хан женился на Мэри Стены. У них была дочь Мария. Позднее в отношения с американской поданной Тадж Инайят Гланц родились два сына — Зия и Мерлин. В феврале 2000 года, он называет Зия Инаят Хан своим преемником и посвятил его в Пир (духовный наставник)
Пир Зия Инайят Хан взял на себя в 2004 году после смерти Вилайят Инайят Хан руководство над Интернациональным Суфийским Орденом. Вилайят Инайят Хан был похоронен в могиле своего отца в комплексе в Дели.